# برترام رامسی
برترام رامسی (انگلیسی: Bertram Ramsay; ۲۰ ژانویهٔ ۱۸۸۳ – ۲ ژانویهٔ ۱۹۴۵) فرد نظامی و افسر نیروی دریایی پادشاهی بریتانیا بود.

## فعالیت‌ها
او فرمانده ناوشکن اچ‌ام‌اس بروک (۱۹۱۴) در جنگ جهانی اول بود. در جنگ جهانی دوم، او مسئول تخلیه دانکرک در سال ۱۹۴۰، و طراحی و برنامه‌ریزی و فرماندهی نیروهای دریایی در حمله به فرانسه در سال ۱۹۴۴ بود.

## جوایز
وی همچنین برندهٔ جوایزی همچون لژیون دونور (فرانسه)، لژیون افتخار (ایالات متحده) و نشان اوشاکوف (روسیه) شده‌است.